# Fidenza
Fidenza é uma comuna italiana da região da Emília-Romanha, província de Parma, com cerca de 23.355 habitantes. Estende-se por uma área de 95 km², tendo uma densidade populacional de 246 hab/km². Faz fronteira com Alseno (PC), Busseto, Fontanellato, Medesano, Noceto, Salsomaggiore Terme, Soragna.
A cidade foi rebatizada Fidenza em 1927, em homenagem ao seu nome romano, Fidentia. Ela se chamava antes Borgo San Donnino.
Era conhecida como Fidência no período romano.

## Demografia
| Variação demográfica do município entre 1861 e 2011                               |
|                                                                                   |
| Fonte: Istituto Nazionale di Statistica (ISTAT) - Elaboração gráfica da Wikipedia |